# ستاره بین کهکشانی

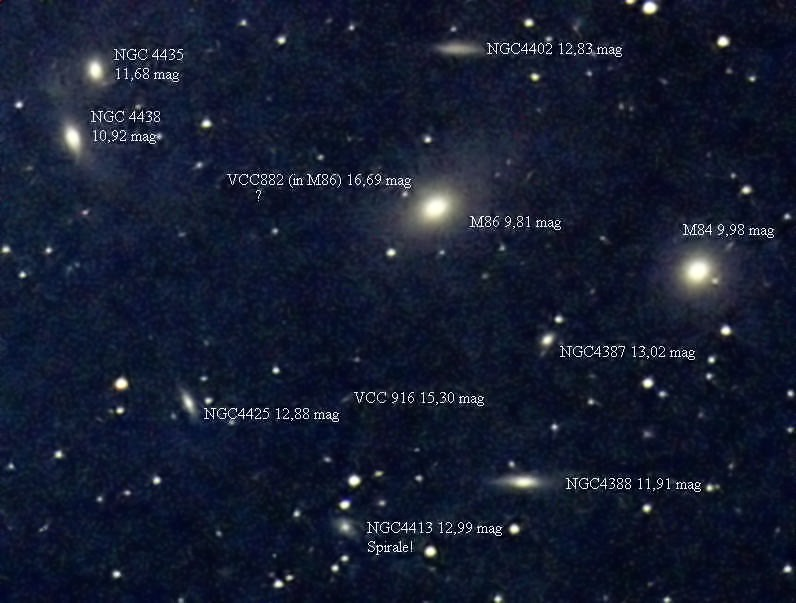
خوشهٔ کهکشانی دوشیزه، جایی که در آن پدیدهٔ ستاره بین کهکشانی کشف شد

ستاره بین کهکشانی (انگلیسی: Intergalactic star) که به نام‌های ستارهٔ بین خوشه‌ای و ستارهٔ سرگردان نیز شناخته می‌شود، ستاره‌ای است که از نظر گرانشی به هیچ کهکشانی وابسته (گرفتار) نیست. با آنکه در سال‌های پایانی دهه ۱۹۹۰ عنوان بحث‌های دامنه‌داری در جامعهٔ علمی بود، اکنون باور کلی بر آن است که ستارگان بین کهکشانی مانند دیگر ستارگان، در کهکشان خود شکل گرفته‌اند و پیش از بیرون رانده شدن در نتیجهٔ برخورد کهکشانها یا عبور یک سامانهٔ چند ستاره‌ای، نزدیک به یک سیاه‌چاله کلان‌جرم، که در مرکز بسیاری از کهکشان‌ها یافت می‌شود، سرچشمه گرفته‌اند.
در مجموع، ستارگان بین کهکشانی به عنوان جمعیت ستاره‌ای بین خوشه‌ای یا به اختصار جمعیت IC در ادبیات علمی شناخته می‌شوند.

## کشف
با کشف ستاره‌های بین کهکشانی در سال ۱۹۹۷، این فرضیه که؛ ستاره‌ها فقط در کهکشان‌ها وجود دارند، رد شد. نخستین موردی که کشف شد در خوشهٔ کهکشانی دوشیزه قرار داشت؛ جایی که اکنون تخمین زده می‌شود حدود یک تریلیون ستاره در آن وجود داشته باشد.